# Amtsgericht Ronsdorf

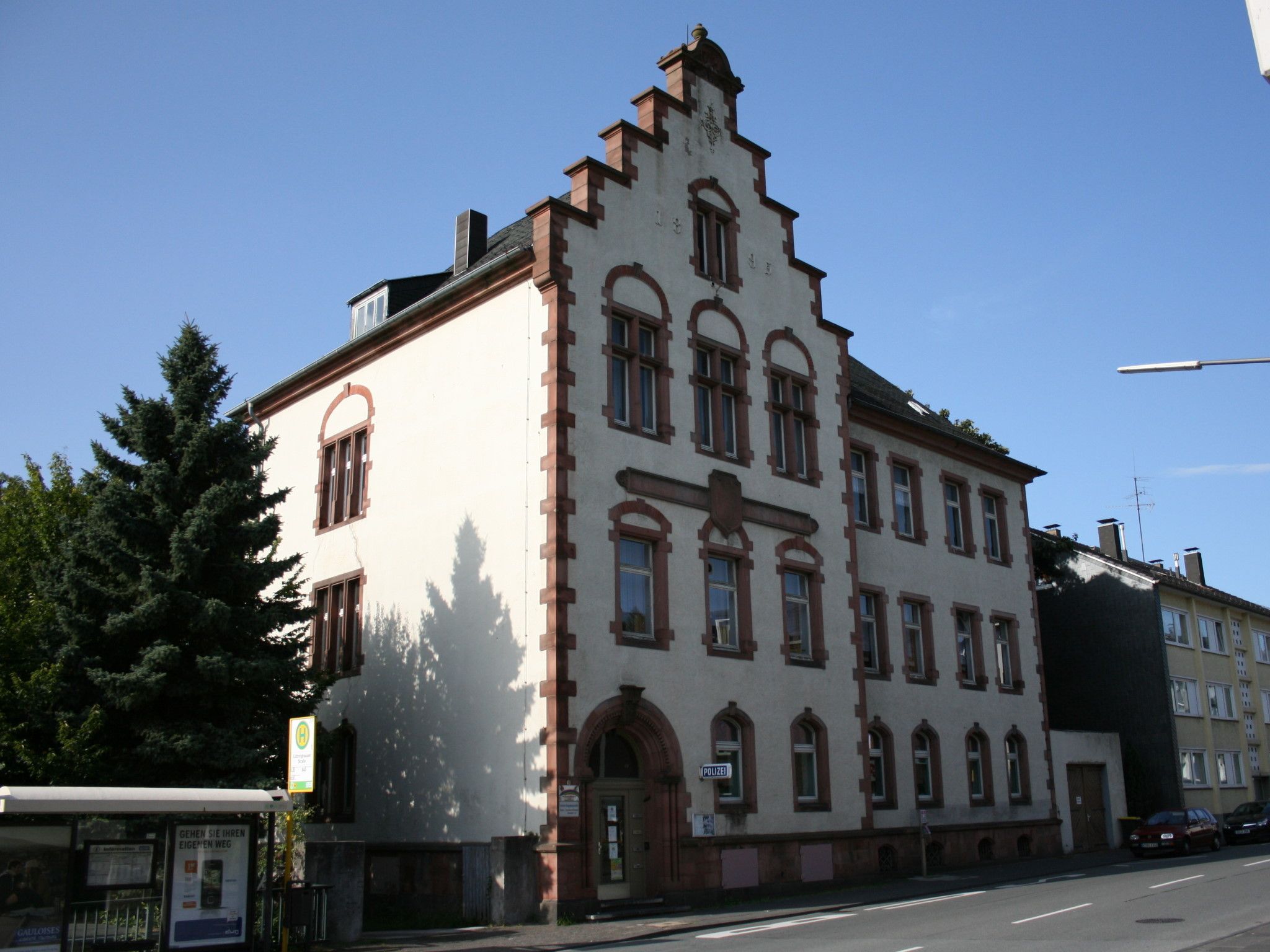
Die Front des ehemaligen Amtsgerichts Ronsdorf

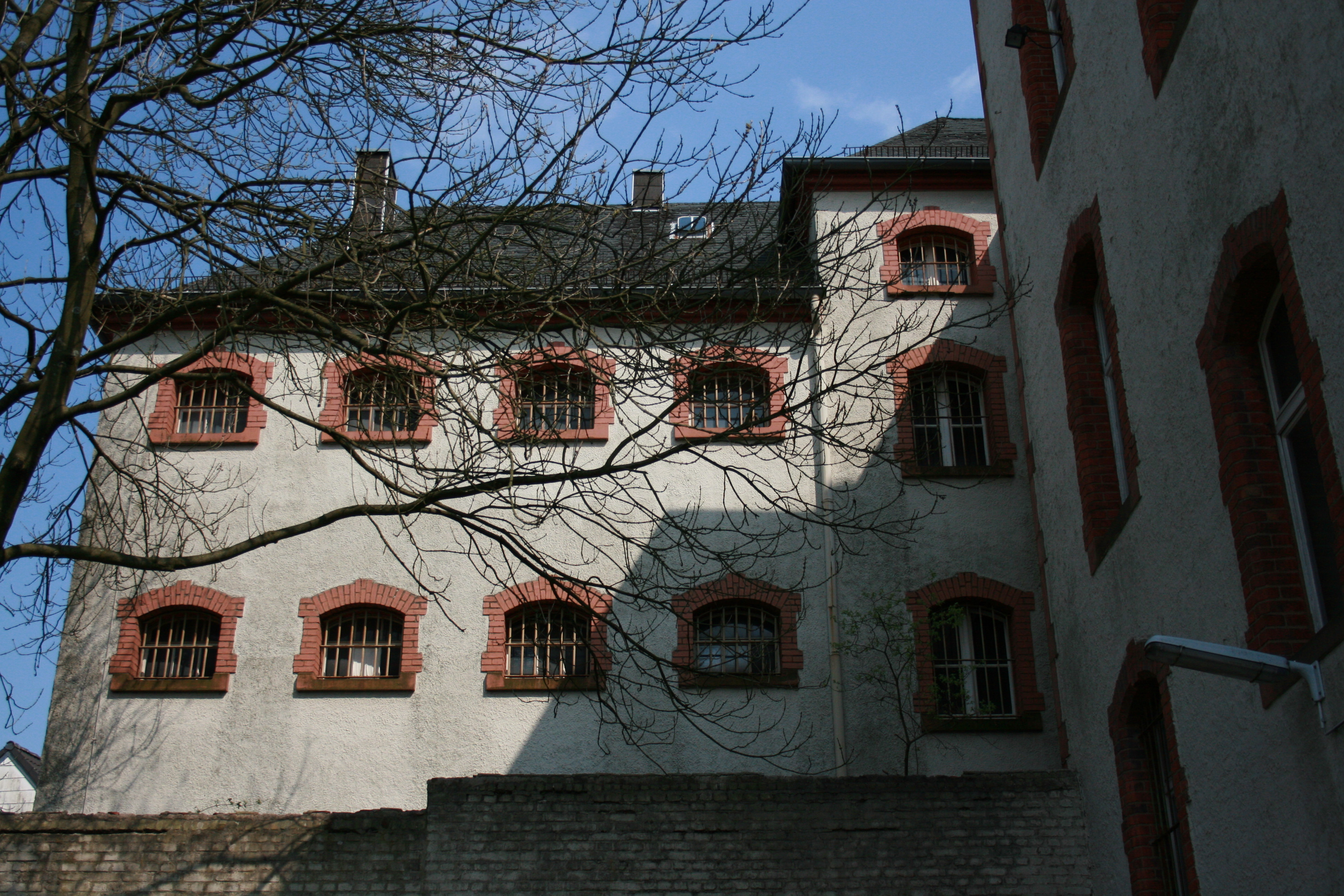
Die vergitterten Fenster der Haftzellen an der Rückseite des Gebäudes

Das ehemalige Amtsgericht Ronsdorf, in der Erbschlöer Straße 9 gelegen, war das Amtsgericht der damaligen Kleinstadt Ronsdorf, seit 1929 ein Stadtteil der bergischen Großstadt Wuppertal in Nordrhein-Westfalen. Das Gebäude steht unter Denkmalschutz.

## Das Gericht
Im Jahre 1811 wurde die Gerichtsorganisation im Großherzogtum Berg neu geordnet. In diesem Zusammenhang wurden in jedem Kanton Friedensgerichte eingerichtet. Für den Kanton Ronsdorf war dies das Friedensgericht Ronsdorf, welches dem Tribunal erster Instanz Düsseldorf nachgeordnet war. Nach dem Ende des Großherzogtums Berg übernahm Preußen das Friedensgericht Ronsdorf. Zunächst war es dem Kreisgericht Düsseldorf, dann dem Landgericht Düsseldorf und ab 1834 dem Landgericht Elberfeld nachgeordnet. Es blieb bis 1879 bestehen. Mit dem Inkrafttreten der Reichsjustizgesetze wurde es 1879 aufgehoben und sein Sprengel dem des Amtsgerichtes Lennep zugeordnet. Dieses hielt in Ronsdorf jedoch weiter Gerichtstage ab. Zum 1. April 1896 wurde das selbstständige Amtsgericht Ronsdorf geschaffen und dem Landgericht Wuppertal nachgeordnet. Am 31. Oktober 1932 wurde das Amtsgericht formell aufgehoben.

## Das Gerichtsgebäude
Das Gebäude wurde am 1. April 1896 eingeweiht. Der ehemalige Amtsgerichtssaal ist noch erhalten. Das Haus war gleichzeitig das städtische Gefängnis. Die sieben Haftzellen sind heute noch vorhanden, werden mittlerweile jedoch überwiegend als Abstellräume genutzt und lassen sich an der Rückfront des Gebäudes zur Straße Zandershöfe an den kleinen, vergitterten Fenstern erkennen. Sie wurden zwischenzeitlich wieder als Arrestzellen genutzt, erst während der Zeit des Nationalsozialismus, später zunächst von der amerikanischen Besatzungsmacht und danach von den britischen Verwaltern.
Der in der Ronsdorfer Bevölkerung heute noch gebräuchliche Begriff „braunes Haus“ ist nicht auf den beigen Anstrich zurückzuführen, sondern auf die Tatsache, dass das Gebäude während der Zeit des Nationalsozialismus zuerst von der SA, später von der NSDAP als Sitz der Ortsgruppe genutzt wurde.
Heute befinden sich im Gebäude eine Polizeiwache sowie die Versammlungsräume des DRK und des Sozialen Hilfswerks, einer sozialen Einrichtung für Bedürftige und alte Menschen.